# Аль-Мина
Аль-Мина (от араб. الميناء‎ — «порт») — современное название, данное Леонардом Вулли древнему поселению на побережье Средиземного моря в устье реки Оронт, у современного города Самандаг на территории провинции Хатай на юге Турции, у границы с Сирией. Одно из немногих приморских поселений Леванта, где количество греческой геометрической керамики позволяет говорить о постоянном присутствии здесь греков в эпоху архаики. При этом о греческой колонии как таковой здесь говорить не приходится, речь, скорее, идёт о греческом квартале. Аль-Мина играла важную роль в торговле и культурном обмене с финикийцами, в частности, посредством Аль-Мины греки заимствовали и приспособили к своим нуждам буквенное письмо.
Активное археологическое изучение Аль-Мины связано с именем Леонарда Вулли, который в период между 1936 и 1939 гг. раскопал здесь жилой холм, содержащий десять культурных слоев с датировкой от 825 до 301 г. до н. э. При этом, как считает Вулли, часть материка, которую потом смыла река, была заселена ещё до 825 года до н. э.